# José Guillermo Castro
José Guillermo Castro Castro (Valledupar, 3 de febrero de 1926-Valledupar, 28 de mayo de 2017), más conocido como "Pepe Castro", fue un político, escritor, ganadero y agricultor colombiano, militante del Partido Liberal, fue concejal y alcalde de Valledupar, gobernador del departamento del Cesar, representante a la cámara y senador de la república.
Pepe Castro fue gestor de la ascensión de corregimientos Pelaya, Manaure Balcón del Cesar, La Jagua de Ibirico, Becerril, El Paso y Bosconia a municipios, que luego conformarían el territorio del departamento del Cesar.
Fue ferviente admirador del político antioqueño, expresidente de Colombia y senador de la república Álvaro Uribe Vélez y fue uno de sus mayores apoyos políticos en la región en campañas políticas.

## Familia
Nació en el hogar de Guillermo Castro Trespalacios y Josefina Castro Monsalvo.
El 24 de octubre de 1946 Pepe Castro inició una relación marital de hecho en la finca "Los Alpes", mudándose un mes después a Valledupar hasta 1950 con Socorro Zuleta Cáceres, hija de Salomón Zuleta Araújo y Petronila Cáceres Torres, y tuvieron dos hijas.
Contrajo matrimonio en Fonseca (La Guajira) el 2 de septiembre de 1950 con Rosalía Daza García, conocida como "Chalí o Chalía" y tuvieron cuatro hijos.
Mantuvo una relación sentimental con Teresa Vásquez con quien tuvo dos hijos, y con Elvia Gámez, con quien también tuvo dos hijos. Luego el 29 de junio de 2005, tras un año de enviudar, contrajo matrimonio a los 80 años de edad en segundas nupcias con María Mercedes "Maricuya" Araújo Morón, pero ya habían sostenido relaciones tiempo atrás y concebido cuatro hijos.
Tuvo un total de 15 hijos:
- Ruth Mercedes Castro Zuleta. Nacida en 1948.[8]
- Inés del Socorro Castro Zuleta. Nacida en 1950.
- Ugoberto Pérez Pérez. Nacido en 1950.
- Guillermo "Guille" Castro Daza:[6] exgobernador del Cesar (e) entre 2003 y 2004.[9] Nacido en 1951.
- Celso José Castro Daza.[6][10] Reconocido artista.[11] Nacido en 1953.
- Josefina Castro Daza.[6] Nacida en 1955.
- Juan Manuel "Juancho" Castro Daza.[6] Nacido en 1957.
- Alix Josefina Castro Vásquez. Nacida en 1954.
- Delmis Castro Vásquez. Nacida en 1956
- José Guillermo Castro Gámez. Nacido en 1952.
- Andrés Castro Gámez. Nacido en 1964
- Juliethe Castro Araújo. Nacida en 1968.
- Pedro Norberto "Peyo" Castro Araújo.[12] Nacido en 1969.
- María Mercedes "La Chede" Castro Araújo. Nacida en 1971.
- María Teresa "Ati" Castro Araújo.

Entre sus nietos figuran el alcalde de Valledupar Mello Castro González, y el exconcejal de Valledupar José Guillermo "Pepe" Yamín Castro.

## Trayectoria política
Castro asegura que fue el donante de los terrenos para que se construyera la sede de la Compañía Colombiana de Alimentos Lácteos (Cicolac) S.A. al norte de Valledupar en 1944, fábrica que se convirtió en central de acopio de la leche en la región para procesar derivados y exportar.

### Concejal de Valledupar
Fue concejal de Valledupar entre 1960-1966 y 1967-1970, del que fue presidente.

### Alcalde de Valledupar (1966-1967)
En 1966 fue nombrado Alcalde de Valledupar por el Gobernador del Magdalena Jacobo Tovar Daza.
Durante su gobierno construyó obras civiles como la avenida Simón Bolívar y la carrera 9 en Valledupar.

### Congreso de Colombia (1970-1990)
Se desempeñó como representante a la Cámara por el departamento del Cesar durante los periodos entre el 20 de julio de 1970 al 19 de julio de 1974. Castro también ocupó el cargo de Senador de la República en los períodos comprendidos entre el 20 de julio de 1974 y el 19 de julio de 1978; del 20 de julio de 1978 al 19 de julio de 1982; del 20 de julio de 1982 al 19 de julio de 1986; y del 20 de julio de 1986 al 19 de julio de 1990.

### Gobernador del departamento del Cesar (1978-1981)
Castro fue gobernador del departamento del Cesar entre el 25 de agosto de 1978 y el 12 de marzo de 1981 durante la presidencia de Julio César Turbay.
Uno de sus proyectos más emblemáticos fue la construcción del Puente Rafael Escalona, el cual construyó antes de pavimentar lo que era el "Camino Real" que crearon los colonos españoles como vía directa entre Valledupar y Los Robles La Paz. Sin embargo la carretera nunca se pavimentaría, pues la vía nacional se desvió a la llamada "curva de Salguero" donde se construyó el Puente Salguero. Según Castro, "muchas familias [dueñas de predios] no querían que esto se terminara". Sin embargo, su nieto Mello Castro González, Alcalde de Valledupar en el período 2020-2023, junto con la bancada parlamentaria del Cesar desempolvarían este proyecto y gracias a esta gestión, el 15 de enero de 2023 se inauguró la Avenida Pepe Castro que conecta los Municipios de Valledupar y Robles - La Paz en nueve minutos.

## Atentados de 1996
Por sus posiciones políticas, Pepe Castro fue amenazado por las guerrillas del M-19, y las FARC.
En septiembre de 1996, Pepe Castro fue atacado por guerrilleros armados cuando se encontraba en su finca en zona rural de Valledupar, cerca al sitio conocido como Camperucho.
El 28 de noviembre de 1996, desconocidos activaron una bomba, 5 kilos de dinamita, frente a la puerta de su casa en el centro de Valledupar. La explosión afecto casas y comercios alrededor de la zona céntrica, y un vigilante resultó herido en sus oídos por la onda explosiva.

Me voy de aquí cuando me maten y si me matan me enterrarán en Valledupar
Pepe Castro, 29 de noviembre de 1996.

## Fallecimiento
José Guillermo Castro Castro murió a las 9:20 de la noche del domingo, 28 de mayo de 2017 en la Clínica Cardiovascular de Valledupar, luego de estar internado en el centro asistencial por tres días, aquejado por una enfermedad cardíaca.
Su cuerpo fue velado en el auditorio Consuelo Araujo noguera, de la Biblioteca departamental Rafael Carrillo Lúquez. Al velorio asistió la alta dirigencia del departamento del Cesar, como el congresista José Alfredo Gnecco, y el expresidente de Colombia  Álvaro Uribe Vélez. La misa se llevó a cabo en la iglesia de la Inmaculada Concepción y luego fue sepultado en el cementerio Central de Valledupar.

## Obras publicadas
- ‘Crónicas de Pepe’.
- ‘Renacimiento de Valledupar’.